# イギリス国民戦線
イギリス国民戦線（イギリスこくみんせんせん、British National Front）は、イギリスの極右政党である。1970年代から1980年代にかけて支持率が上昇した。

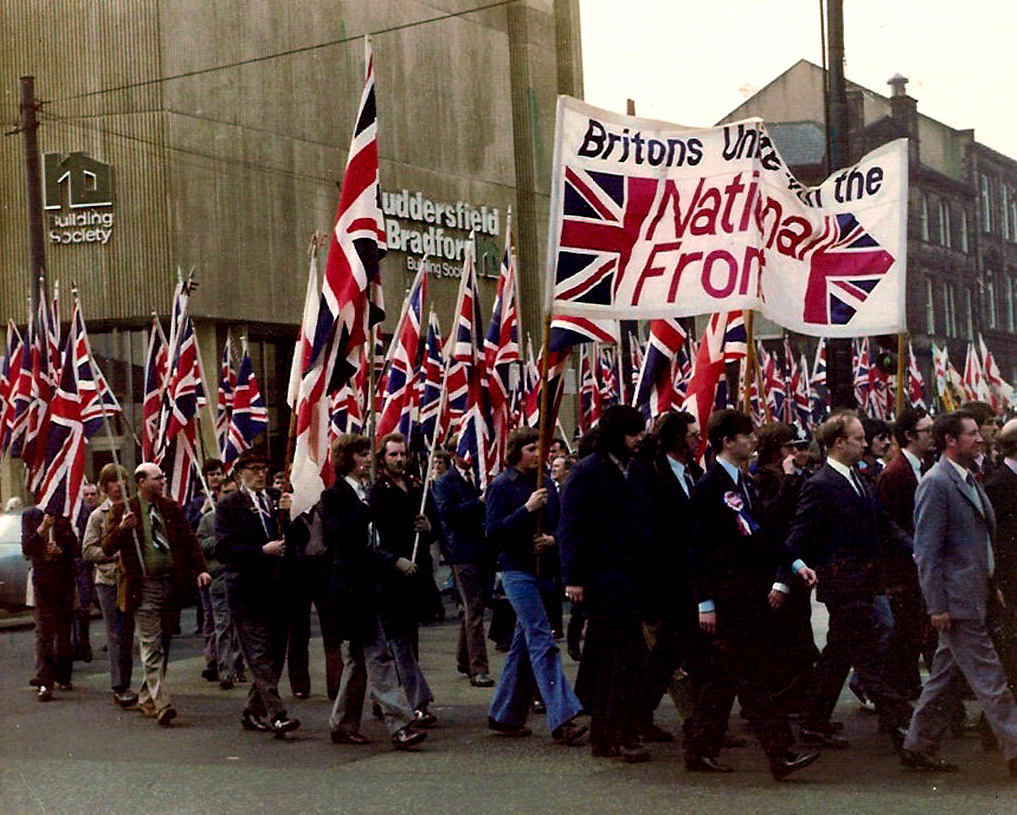
ヨークシャーで行進する国民戦線の支持者

## 概要
1967年2月7日に設立された。1970年代から1980年代にかけて支持率が上昇したが、その後下落し、現在は小規模政党になっている。白人至上主義で、移民や有色人種などに強く反対している。また、この政党による人種差別的な発言が引き金となり、暴動が起こることもある。